# Kickstarter
Kickstarter je ime popularnog web poslužitelja koji omogućuje skupno financiranje za kreativne projekte. Projekti koji se preko Kickstartera financiraju raznovrsni su, počevši od filmova, početničke glazbe, drama, stripova, videoigara, hrane, tehnologije te novinarskih projekata.
U projekte na Kickstarteru nije dozvoljeno uložiti za financijske povrate. Projekti se iz tog razloga često financiraju u zamjenu za opipljivo dobro, poput završnog proizvoda, majice, zahvalnice, večere sa stvarateljem i sl.

## Povijest
Kickstarter je započeo s radom 28. travnja 2009. godine, a pokretači su bili Perry Chen, Yancey Strickler, i Charles Adler.Time magazine je Kickstarter nazvao najboljim izumom 2010. godine te najboljom web stranicom 2011. godine. Kickstarter je, prema izvještajima, prikupio 10 milijuna američkih dolara od raznih financijera, uključući poduzetničku tvrtku iz New Yorka, Union Square Ventures, te ulagače poput Jacka Dorseya, Zacha Kleina i Caterine Fake. Kickstarterovo je sjedište u Greenpointu, dio Brooklyna, u New Yorku.

## Projekti

### Najbolje financirani projekti do sada
| rang | novac prikupljen (USD) | naslov projekta                                            | stvaratelj                | kategorija       | postotak financiran | podupiratelji | datum zatvaranja   |
| ---- | ---------------------- | ---------------------------------------------------------- | ------------------------- | ---------------- | ------------------- | ------------- | ------------------ |
| 1.   | 41.754.153             | Surprise! Four Secret Novels by Brandon Sanderson          | Dragonsteel Entertainment | izdavaštvo       | 4175 %              | 185 341       | 31. ožujka 2022.   |
| 2.   | 20.338.986             | Pebble Time – Awesome Smartwatch, No Compromises           | Pebble Technology         | dizajn proizvoda | 4067 %              | 78 471        | 27. ožujka 2015.   |
| 3.   | 13.285.226             | Coolest Cooler: 21st Century Cooler that's Actually Cooler | Ryan Grepper              | dizajn proizvoda | 26 570 %            | 62 642        | 30. kolovoza 2014. |
| 4.   | 12.969.608             | Frosthaven                                                 | Cephalofair Games         | društvene igre   | 2594 %              | 83 193        | 1. svibnja 2020.   |
| 5.   | 12.779.843             | Pebble 2, Time 2 + All-New Pebble Core                     | Pebble Technology         | dizajn proizvoda | 1277 %              | 66 673        | 30. lipnja 2016.   |
| 6.   | 12.393.139             | Kingdom Death: Monster 1.5                                 | Kingdom Death/Adam Poots  | društvene igre   | 12 393 %            | 19 264        | 7. siječnja 2017.  |
| 7.   | 12.179.651             | EcoFlow DELTA Pro: The Portable Home Battery               | EcoFlow                   | elektronika      | 12 180 %            | 3199          | 13. rujna 2021.    |
| 8.   | 12.143.435             | Travel Tripod by Peak Design                               | Peak Design               | dizajn proizvoda | 2429 %              | 27 168        | 13. prosinca 2019. |
| 9.   | 11.385.449             | Critical Role: The Legend of Vox Machina Animated Special  | Critical Role Productions | film             | 1518 %              | 88 887        | 19. travnja 2019.  |
| 10.  | 10.266.845             | Pebble: E-Paper Watch for iPhone and Android               | Pebble Technology         | dizajn proizvoda | 10 266 %            | 68 929        | 18. svibnja 2012.  |